# In het Duister
In het Duister is de 74ste aflevering van de televisieserie Zone Stad. De aflevering wordt in Vlaanderen voor het eerst uitgezonden op 25 april 2011.

## Verhaal
De 35-jarige An Decorte wordt 's nachts wakker van een geluid. Ze gaat naar beneden op onderzoek en daar ontdekt ze dat er werd ingebroken. Zonder dat ze het ziet aankomen, wordt de vrouw neergeslagen met een golfcub en 's ochtends wordt ze gewurgd teruggevonden. Tom en Fien denken in eerste instantie dat de inbreker in paniek is geslagen, maar wanneer ze ontdekken dat Decorte getrouwd was en ten tijde van haar dood in het huis van haar minnaar verbleef, trekken ze op onderzoek uit. Fien krijgt alweer een anoniem pakketje toegestuurd, met daarin een armband. Wanneer ze een sms'je krijgt van De Ryck -die ondertussen werd vrijgelaten-, vermoedt ze dat hij hierachter zit en zoekt ze hem thuis op. Wanneer Jimmy en Lukas weer samen gaan sporten, wordt de commissaris overvallen. Ondertussen krijgt Mike een onrustwekkende mail.

## Gastrollen
- Tom Van Landuyt - 'Ruige' Ronny Nijs
- Koen De Graeve - Maarten De Ryck
- Barbara Sarafian - Inge Daems
- Patrick Vervueren - Ray Segers
- Kristien Pottie - An Decorte
- Rik Van Uffelen - Rik Beernaert
- Hani Chabrauoi - Mohammed Amrani
- Marieke Dilles - Merel Beernaert
- Ronald Oudmans - Bart Decorte